# نهاد نيكرل
نهاد نيكرل (بالتركية: Nihat Nikerel)‏ هو ممثل تركي، ولد في 1950 بجوروم في تركيا، وتوفي في 26 سبتمبر 2009 بإسطنبول في تركيا بسبب نوبة قلبية. بدأ مسيرته الفنية عام 1976 بكتابة سيناريوهات، اشتهر في مسلسل وادي الذئاب بشخصية الخال سيفو.

## حياته
ولد في إسطنبول وعمل في وظائف متعددة وقام برحلة طويلة حول العالم بين عامي 1972 و1976 ثم عاد إلى تركيا وبدأ بكتابة القصص والسيناريوهات ومن ثم بدأ بمهنة التمثيل وهو خريج كلية الاتصالات في جامعة إسطنبول.

## أعماله
- أناس المدينة 2003
- وادي الذئاب 2003-2005
- الحب المفقود
- أهلًا بالحياة
- جحيم الحب
- نهاية الخط
- أناشيد الحياة
- جسور 2006
- حاجي 2006
- خليل العطش
- الحق في الحصول على اللحوم الحلال 2007
- أزهار الموت
- عيد الأم 2007
- رجب بلا قوة
- المجنون 2009

## وفاته
توفي في 26 أغسطس 2009 في أيام شهر رمضان المبارك بسبب سكتة قلبية.

## وصلات خارجية
- نهاد نيكرل على موقع IMDb (الإنجليزية)
- نهاد نيكرل على موقع ألو سيني (الفرنسية)
- نهاد نيكرل على موقع كينوبويسك (الروسية)